# Discodon erythrocephalus
Discodon erythrocephalus is een keversoort uit de familie soldaatjes (Cantharidae). De wetenschappelijke naam van de soort werd in 1873 gepubliceerd door Theodor Franz Wilhelm Kirsch.